# Ligne de Bratsberg

La ligne de Bratsberg (en norvégien : Bratsbergbanen) est une ligne de chemin de fer reliant Nordagutu à Eidanger. 
La signification de Bratsbergbanen a beaucoup évolué depuis sa création ainsi au moment de sa création en 1917, la ligne reliait Skien à Notodden. La ligne aujourd'hui  parcourt 46,65 km et permet surtout de faire la liaison entre la Tinnosbanen et la ligne du Vestfold.

## Tableau récapitulatif des gares de la Bratsbergbanen
| Gare      | Date d'ouverture / fermeture | Km depuis Oslo | Commune  | Divers                                   |
| --------- | ---------------------------- | -------------- | -------- | ---------------------------------------- |
| Skien     | 1917                         | 180.5          | Skien    |                                          |
| Hoppestad | 1919 /2004                   | 175.95         | Skien    |                                          |
| Nisterud  | 1919                         | 168.42         | Skien    |                                          |
| Valebø    | 1917 / 2004                  | 156.09         | Skien    |                                          |
| Dalsvatn  | 1920 / 2004                  | 150.15         | Sauherad |                                          |
| Nordagutu | 1917                         | 145.95         | Sauherad | Correspondance avec la ligne du Sørland. |

En italique les gares fermées au trafic passager.

## Tronçon Nordagutu - Hjuksebø
La ligne de Bratsberg s'arrête à Nordagutu, celle de Tinnoset ne va pas plus loin que Hjuksebø. Historiquement, ce tronçon appartient à la ligne de Bratsberg et ce jusqu'en 2008 ; mais des réformes ont été menées par la Jernbaneverket et cette partie de la ligne est désormais rattachée à la ligne du Sørland.